# Eucereon rosina
Eucereon rosina là một loài bướm đêm thuộc phân họ Arctiinae, họ Erebidae.